# Спачо Кастелнуово (Равена)
Спачо Кастелнуово је насеље у Италији у округу Равена, региону Емилија-Ромања.
Према процени из 2011. у насељу је живело 59 становника. Насеље се налази на надморској висини од 28 м.